# آلبرت بالتمن
آلبرت بالتمن (انگلیسی: Albert Blattmann; ۸ سپتامبر ۱۹۰۴ – ۱۹ مهٔ ۱۹۶۷) دوچرخه‌سوار اهل سوئیس بود.